# 霍恩維斯訥山

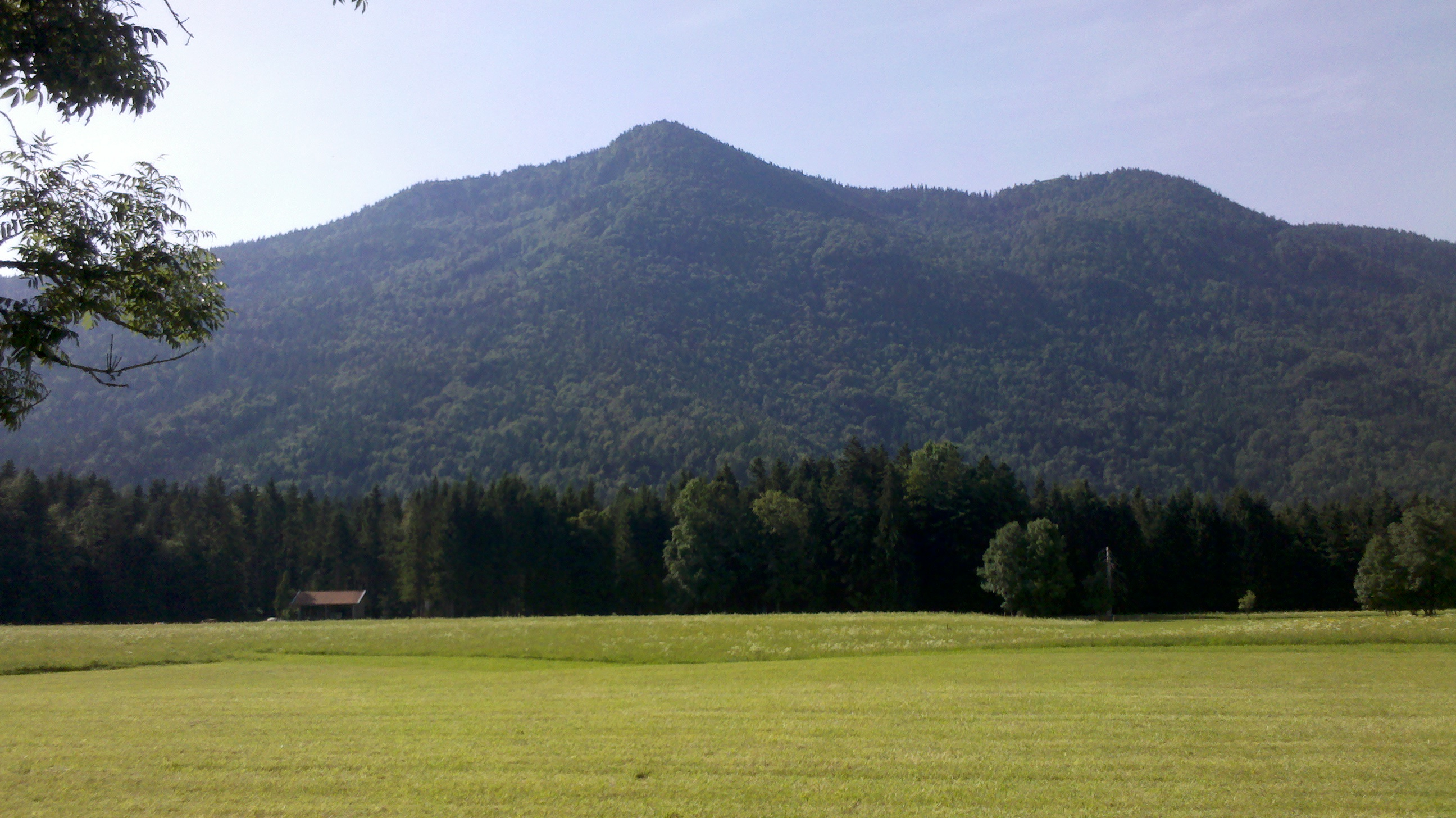

47°37′11″N 11°37′10″E / 47.619703°N 11.619573°E
霍恩維斯訥山（德語：Hohenwiesner Berg），是德國的山峰，位於該國東南部，由巴伐利亞負責管轄，屬於巴伐利亞前阿爾卑斯山脈的一部分，距離申貝格山4.5公里，海拔高度1,427米，每年平均降雨量1,764毫米。